# Hiến pháp Eritrea
Hiến pháp Eritrea là hiến pháp của Nhà nước Eritrea. Nó cung cấp những nền tảng pháp lý cho sự tồn tại của Nhà nước và cơ sở pháp lý của cơ quan pháp lý. Nó đặt ra các quyền và nghĩa vụ của công dân và xác định cấu trúc của chính phủ. Do kết quả phê chuẩn của cơ quan lập pháp, hiến pháp đã được thực thi.

## Tổng quan
Vào tháng 3 năm 1994, Chính phủ lâm thời Eritrea đã thành lập một Ủy ban Hiến pháp nhằm soạn thảo một hiến pháp mới cho đất nước. Cơ quan soạn thảo là Quốc hội chuyển tiếp, một cơ quan bao gồm 75 thành viên của ủy ban trung ương EPLF và 75 đại biểu được bầu bởi các hội đồng ở khu vực.
Vào năm 1995, một hội nghị chuyên đề toàn cầu đã được tổ chức tại Asmara để thảo luận về việc viết Hiến pháp Eritrea và những vấn đề xoay quanh nó. Các đại diện của Eritrea đã làm việc chặt chẽ về luật pháp với một số chuyên gia quốc tế, bao gồm các học giả người Somalia Ismail Ali Ismail và Said Sheikh Samatar. Năm sau đó, Ismail cũng giúp đào tạo chính trị cho các quan chức chính phủ cao cấp ở thủ đô Eritrea.
Sau 27 tháng soạn thảo và chỉnh sửa, hiến pháp kết quả đã được thông qua trước Quốc hội nước này năm 1997. Mặc dù hiến pháp đã được phê chuẩn, nhưng nó vẫn chưa được thực hiện đầy đủ và các cuộc bầu cử đã không được tổ chức, bất chấp việc phê chuẩn luật bầu cử ở Eritrea vào năm 2002.
Hiến pháp Eritrea kêu gọi các nhánh lập pháp, hành pháp và tư pháp của chính phủ. Theo hiến pháp, một cơ quan lập pháp đơn viện 150 chỗ, Quốc hội, quyết định chính sách đối nội và đối ngoại của đất nước, phê chuẩn ngân sách và bầu tổng thống nước này. Tuy nhiên, Quốc hội nước này đã không họp từ năm 2002, các chức năng lập pháp cũng như hành pháp hiện đang được Tổng thống Isaias Afwerki thực hiện.